# Tomislao
Tomislao  è un nome proprio di persona italiano maschile.

## Varianti
- Maschili: Tomislavo[1]
- Femminili: Tomislava[1]

### Varianti in altre lingue
- Croato: Tomislav[2]
  - Ipocoristici: Tomo[2], Tomica[2]
  - Femminili: Tomislava[2]
- Latino: Tomislaus
- Polacco: Tomisław
- Serbo: Томислав (Tomislav)
  - Femminili: Томислава (Tomislava)[2]
- Sloveno: Tomislav[2]

## Origine e diffusione

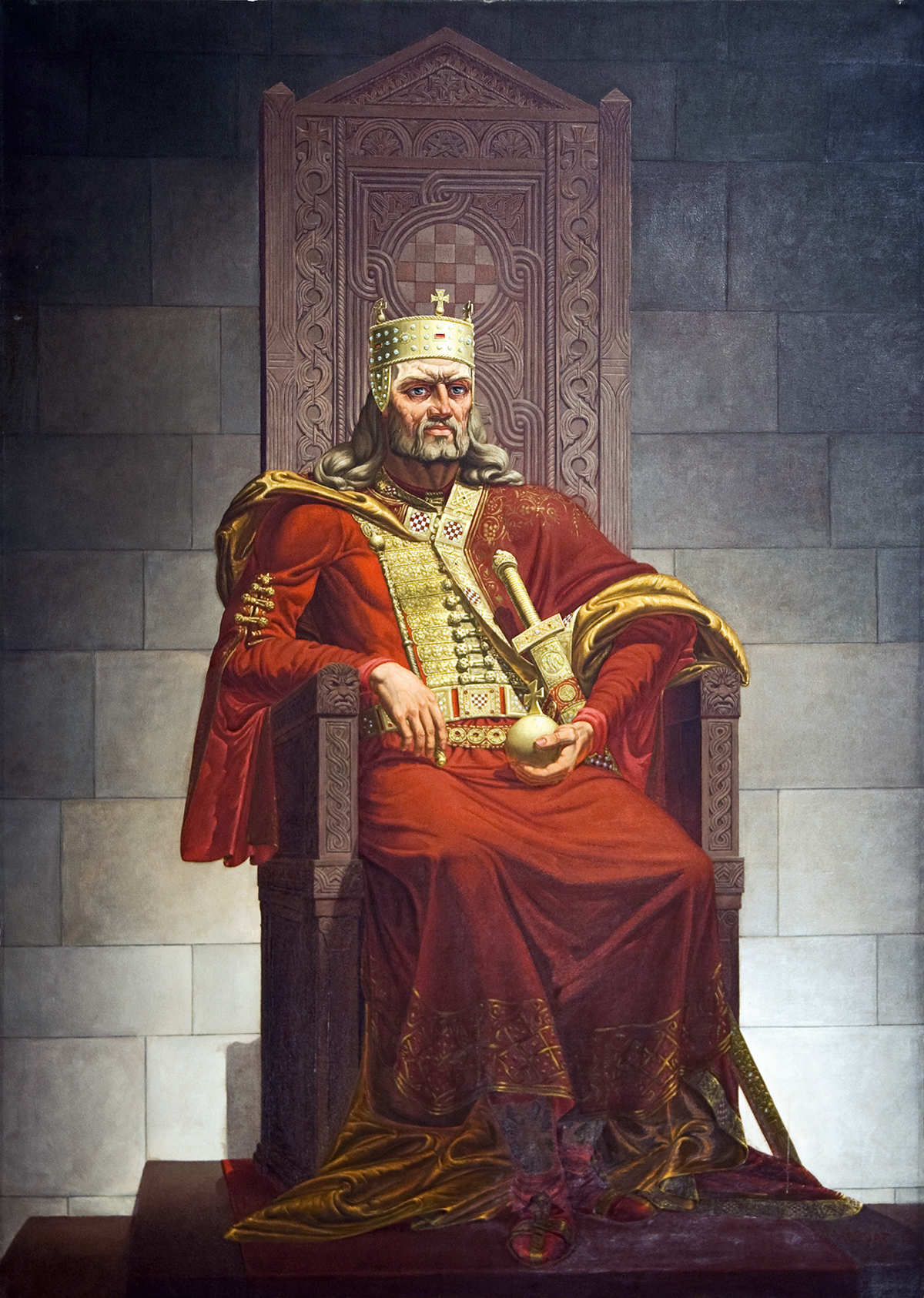
Tomislao I in un dipinto di Josip Horvat Međimurec

Si tratta di un adattamento fonetico, di scarsissima diffusione, del nome slavo Tomislav, di origine medievale; il secondo elemento che lo compone è slav o slava ("gloria"), comunissimo nell'onomastica slava e presente ad esempio anche in Bogusław, Bronislao, Ladislao, Miroslavo, Sławomir e Stanislao), mentre il primo potrebbe essere identificato con tomiti ("tortura").
Il nome è ricordato in particolare per essere stato portato dal primo re del Regno di Croazia, Tomislao I.

## Onomastico
Il nome è adespota, non essendo portato da alcun santo, quindi l'onomastico ricade il 1º novembre, giorno di Ognissanti.

## Persone
- Tomislao I di Croazia, re di Croazia

### Variante Tomislav

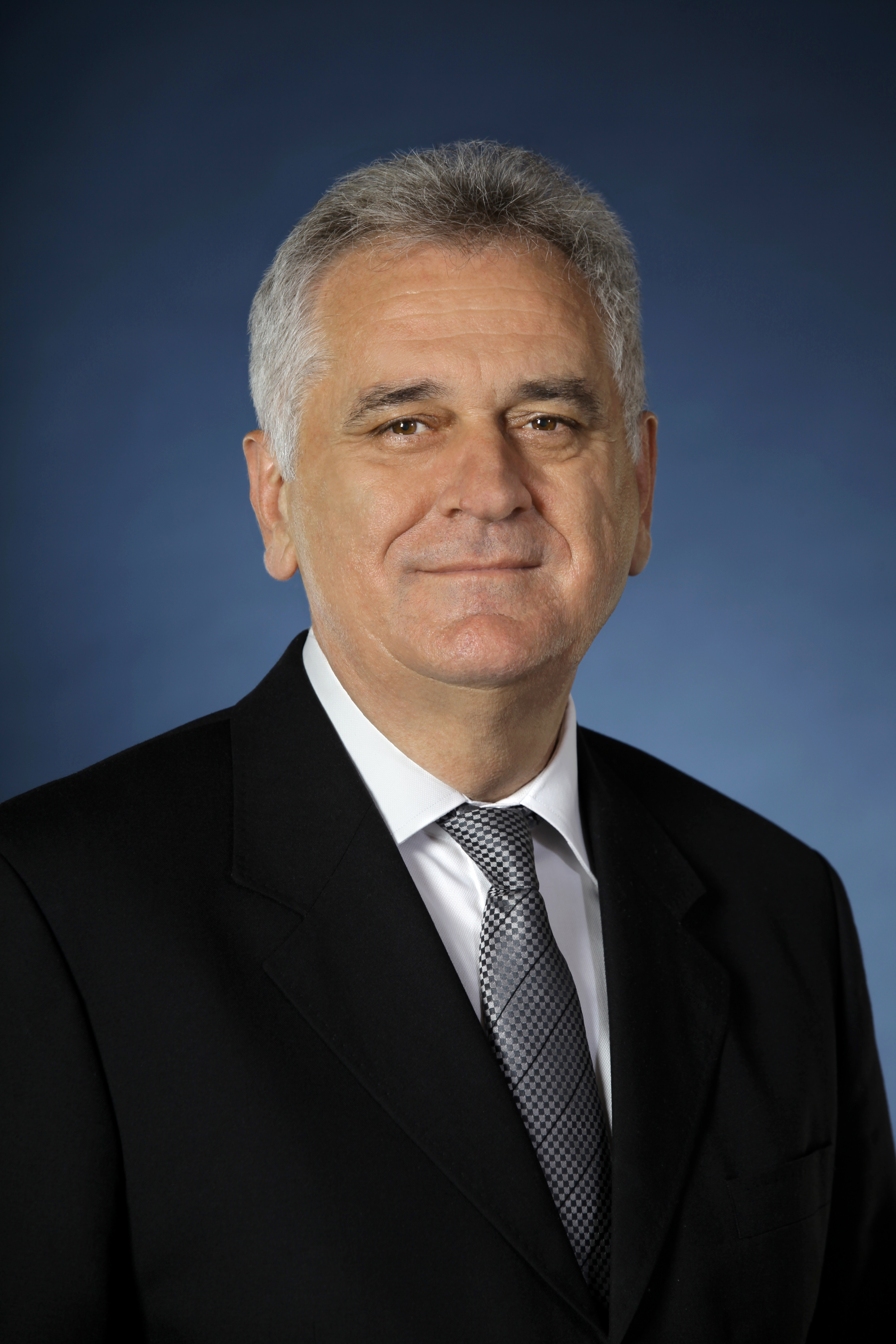
Tomislav Nikolić

- Tomislav Ivčić, cantante, musicista e politico croato.
- Tomislav Ivić, calciatore e allenatore di calcio croato
- Tomislav Ivković, calciatore e allenatore di calcio croato
- Tomislav Karađorđević, principe serbo
- Tomislav Koljatic Maroevic, vescovo cattolico cileno
- Tomislav Marić, calciatore croato
- Tomislav "Tomo" Miličević, musicista bosniaco naturalizzato statunitense
- Tomislav Nikolić, politico serbo
- Tomislav Šorša, calciatore croato